# ایرج دردشتی
ایرج دردشتی پزشک و نویسندهٔ ایرانی است.
او برای ترجمهٔ کتاب اصول و نکات عملی طب داخلی در سال ۱۳۴۲ برندهٔ جایزه کتاب سال سلطنتی شد.

## آثار
- ال‍ک‍ت‍روک‍اردی‍وگ‍راف‍ی ب‍ال‍ی‍ن‍ی
- تشخیص بالینی بیماریهای قلب
- خاطرات یک پزشک و داستان‌های جدید
- ص‍د س‍وال و ج‍واب درب‍اره ک‍ل‍س‍ت‍رول
- طب اطف‍ال (ترجمه)
- اصول و نکات عملی طب داخلی (ترجمه)